# Glycyphana steveni
Glycyphana steveni är en skalbaggsart som beskrevs av Franz Antoine och Legrand 2002. Glycyphana steveni ingår i släktet Glycyphana och familjen Cetoniidae. Inga underarter finns listade i Catalogue of Life.